# Карцева, Вера Ивановна
Ве́ра Ива́новна Ка́рцева (1923 — 10 апреля 1945) — участница Великой Отечественной войны, лейтенант, командир взвода 30-й инженерно-сапёрной бригады.

## Биография
Родилась в 1923 году в селе Ключ, Горшеченского района Курской области. Русская.
В ноябре 1942 года призвана в ряды Красной Армии Верещагинским Районным военным комиссариатом Молотовской (Пермской) области. Направлена на обучение в Военно-инженерное училище. Во время учёбы являлась курсантом 1-го взвода 12-й роты. В декабре 1943 года завершила обучение в Московском военно-инженерном училище и получив звание младшего лейтенанта, была направлена на фронт. Участник Великой Отечественной войны, командир саперного взвода 198-го отдельного инженерно-сапёрного бвтвльона 30-й отдельной инженерно-сапёрной бригады. Во время войны была повышена в звании до лейтенанта.
В феврале 1945 года – подразделение, в котором несла службу Карцева, получило задание – ночью соорудить мост длиной 38 метров. К 7 часам утра инженерное сооружение должно было быть готовым. Руководила работами командир взвода Карцева. Когда укладка настила была почти готова раздался взрыв, который волной сбросил лейтенанта в воду, но это не помешало окончить всё запланированное и пустить по мосту тяжёлую технику и танковые колонны.
19 января 1945 года Карцева обеспечила проходы по минным полям противника в полосе боевых действий в районе Кляйн-Роментен. Выполнила задание по участию в сооружении моста через реку Алле в районе Бартанштайн. В районе Зиддау под огнём противника подорвала со своим взводом 22 долговременные огневые точки врага. Была представлена к награждению орденом Отечественной войны 2 степени, награждена орденом Красной Звезды.
9 апреля 1945 года при выполнении боевого задания по минированию подступов к высоте с отметкой 49,0 имеющей важное задание приняла бой со своим взводом с силами противника, имеющим численное превосходство, не имея прикрытия. Действуя решительно и инициативно, атаку удалось отбить. Во время противостояния погибла.
Похоронена в городе Гранце. Командованием была представлена к званию Героя Советского Союза. Награждена Орденом Отечественной войны I степени за мужество, отвагу и геройство, проявленные при выполнении боевых заданий командования (посмертно). Перезахоронена в братскую могилу города Зеленоградска Калининградской области.
В 70-ю годовщину смерти Веры Ивановны Карцевой некоторые общественных организации Российской Федерации начали сбор подписей для обращения к Президенту о присвоении Вере Карцевой звания «Герой России» посмертно.

## Награды
- Орден Отечественной войны 1 степени,
- Орден Отечественной войны 2 степени,
- Орден Красной Звезды
- другие медали.